# Startime International
Startime International é um selo da gravadora Columbia Records em Nova Iorque iniciado e executado por Isaac Green. O primeiro lançamento pelo selo foi o EP da banda French Kicks, Young Lawyer.

## Lista atual de artistas
- Does It Offend You, Yeah?
- Calvin Harris
- dios (malos)
- The Duke Spirit
- Foreign Born
- Foster the People
- French Kicks
- The Futureheads
- The Joggers
- Magnetic Man
- The Natural History
- Northern State
- Passion Pit
- Peter Bjorn and John
- Walter Meego
- STIFLE
- Team USA
- Tom Vek
- Wild Light